# Vytautas Mitalas

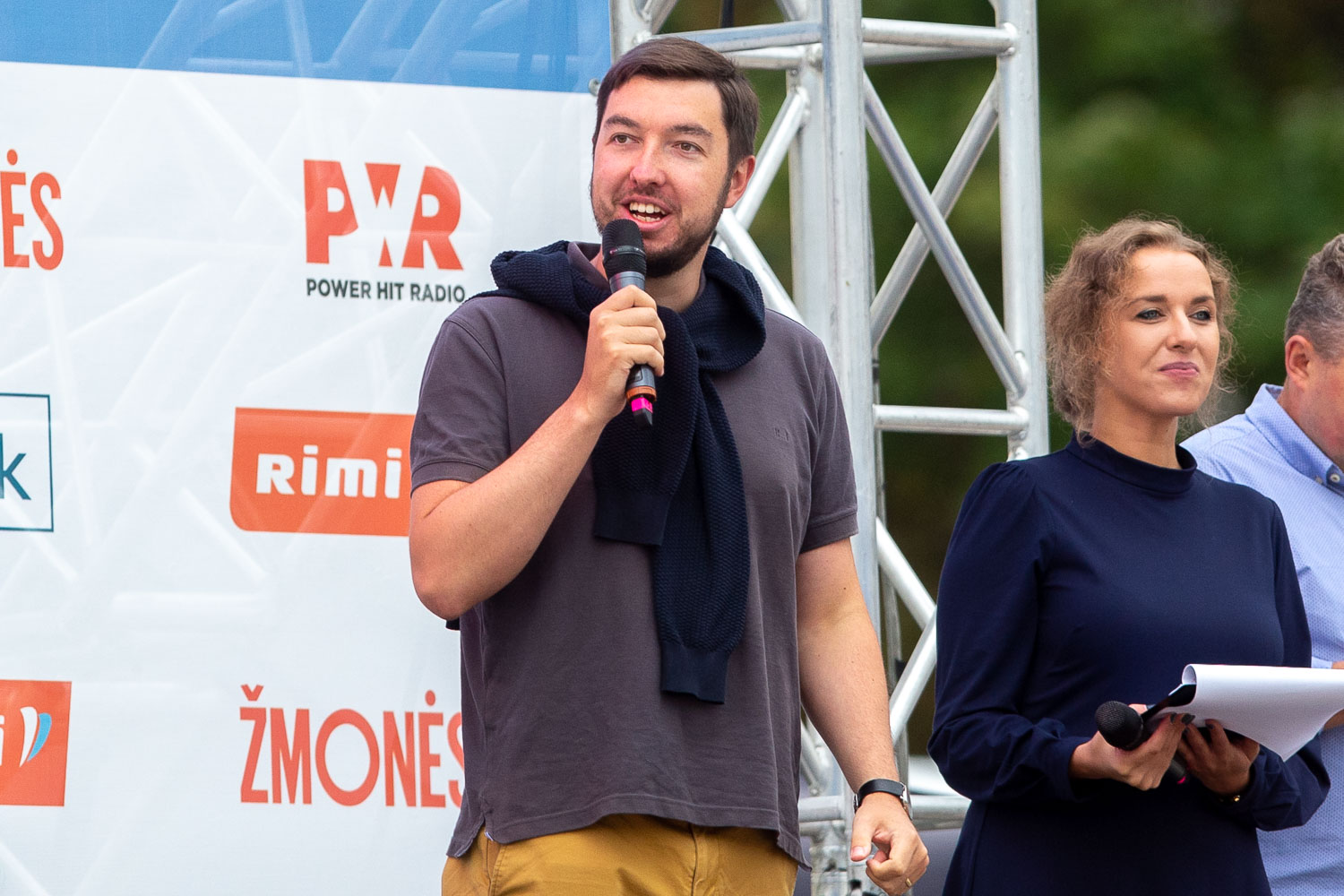
Vytautas Mitalas (2019)

Vytautas Mitalas (* 1989 in Vilnius) ist ein litauischer liberaler Politiker, seit Dezember 2024 stellvertretender Vorsitzender der Partei Laisvės partija. Von 2019 bis 2020 war er und seit Ende November 2024 ist er Vizebürgermeister der Stadtgemeinde Vilnius. Von 2020 bis 2024 war er litauischer Parlamentsvizepräsident. 

## Leben
Nach dem Abitur 2008 am Žemynos-Gymnasium in Šeškinė absolvierte Vytautas Mitalas von 2008 bis 2012 das Bachelorstudium der Politikwissenschaft und von 2012 bis  2014 das Masterstudium der Analyse der Politik an der Vilniaus universitetas (VU) in der litauischen Hauptstadt Vilnius. Ab 2008 war er Mitglied der Jugendorganisation Lietuvos liberalus jaunimas. Von 2012 bis 2016 war er Gehilfe des Seimas-Mitglieds in der Seimas-Kanzlei und 2018 bis 2019 arbeitete er bei Lietuvos laisvosios rinkos institutas (LLRI). Ab 2015 war er Vorstandsmitglied von TSPMI-Alumni der VU. Ab 2015 war er Aufsichtsratsmitglied von kommunalen Unternehmen (UAB VILNIAUS GATVIŲ APŠVIETIMO ELEKTROS TINKLAI und UAB „VILNIAUS VYSTYMO KOMPANIJA“).
Vytautas Mitalas war Mitglied der Partei LRLS. Von 2015 bis 2020 war er Mitglied im Stadtrat Vilnius. 2019 gelangte er mit Remigijus Šimašius erneut zum Stadtrat.
Von November 2020 bis November 2024 war er Mitglied im 13. Seimas und Stellvertreter der Parlamentspräsidentin Viktorija Čmilytė. Seit Ende November 2024 ist er  vierter stellvertretender Bürgermeister von Vilnius, Stellvertreter von Benkunskas. 
Seit 2019 ist Vytautas Mitalas Mitglied der Laisvės partija.
Vytautas Mitalas ist ledig.